# Darur, Siruguppa
Darur là một làng thuộc tehsil Siruguppa, huyện Bellary, bang Karnataka, Ấn Độ.